# لیتکارینو اپتیکال گلس
لیتکارینو اپتیکال گلس (روسی: Лыткаринский завод оптического стекла) شرکت صنایع جنگ‌افزاری روس است، که در سال ۱۹۳۴ تأسیس شد.